# گاگیک میریجانیان
گاگیک موشغی میریجانیان (ارمنی: Գագիկ Մուշեղի Միրիջանյան؛ زادهٔ ۱۶ اوت ۱۹۸۱) یک پزشک و سیاستمدار اهل ارمنستان است که از تاریخ ۸ ژوئن ۲۰۱۸ تا تاریخ ۴ اکتبر ۲۰۱۸ سمت استاندار استان آرماویر را برعهده داشت.

## زندگی‌نامه
در  ۱۶ اوت ۱۹۸۱ ‏در ایروان به دنیا آمد و از دانشگاه پزشکی دولتی ایروان فارغ‌التحصیل شد. 

## یادداشت
1. ↑  բժշկական գիտությունների թեկնածու